# Alkanna oreodoxa
Alkanna oreodoxa là loài thực vật có hoa trong họ Mồ hôi. Loài này được Hub.-Mor. mô tả khoa học đầu tiên năm 1971.